# Buyan Suldus
Buyan Suldus (+ 1362) fou cap de la tribu turcomongola dels suldus a la meitat del segle xiv i va dominar el kanat de Txagatai per un temps vers 1358-1359. Encara que no controlava la tribu dels suldus sencera, Buyan era el seu cap més poderós. Era el líder dels suldus a Shadman i Caghaniyan.

## Beg (amir) dels Suldus
Quan el karauna Amir Qazaghan va matar Qazan Khan ibn Yasaur i va prendre el control efectiu del kanat de Txagatai el 1346, la seva base de poder era en la part del sud de l'ulus' bàsicament deixava a les tribus del nord amb ple autogovern. Malgrat el fet que els suldus es consideressin una tribu del nord, Buyan cooperava amb Qazaghan de tant en tant. Durant l'expedició punitiva de Qazaghan contra el kàrtides d'Herat el 1351, per exemple, fou l'únic líder d'una tribu del nord en participar. La seva actitud va canviar, tanmateix, quan Qazaghan va morir el 1358 i fou succeït pel seu fill, Abd Allah ibn Qazaghan. Abd allah volia un control més gran sobre les tribus del nord i a més va establir la seva capital a Samarcanda. A Buyan el molestava tenir una presència karauna forta prop dels seus territoris i es va revoltar. Juntament amb Hajji Beg, el líder de la tribu dels barles, va enderrocar a Abd Allah i va matar el seu kan titella. Buyan llavors esdevingué amir principal de l'ulus.

## Buyan Suldus gran amir (1358)
La presa del poder per Bayan Sulduz també es presenta a la autobiografia de Tamerlà d'una manera mes favorable a aquest. Charles Stewart a An autobiographic relat of the life of emperor Timur, relata que el 1358 amb 22 anys, Timur/Tamerlà estava enrabiat amb la infame conducta de Sultan Kuli (sogre de Qazaghan) que havia tingut el suport de Tughluq Timur (que probablement era el gendre i no el kan de Mogolistan). Va decidir anar al ulus dels Sulduz (Suldus, Selduz) per visitar a Buyan Sulduz i demanar-li que l'ajudés en la revenja per la mort de Qazaghan i del kan Bayan Kuli; va acceptar, i a canvi Timur li va cedir la meitat de Shadman per assegurar la seva cooperació. També va demanar participar al seu parent Hajji Barles (Timur no li diu oncle ja que no era un oncle directe sinó llunyà). Timur va dirigir les seves tropes (probablement 40 homes, en tot cas no mes de 300) cap a Xahrisabz on Hajji se li va unir. La idea era castigar els assassins i deposar Xah Timur (Timur Shah Khan). Junts van sortir cap a Samarcanda, Abd Allah ibn Qazaghan va fugir i van aconseguir el poder destronant al kan (no s'esmenta a Bayazid Jalayir, que sens dubte va participar en l'acció). Els triomfadors es van repartir el país: Kish per Timur on va establir la seva residència. Buyan Sulduz tindria Shadman; Hajji no es diu, però com a cap dels Barles tindria igualment Kish i la vall del Qahsqa Darya. Les rendes es dividien també en tres; però Sulduz estava sovint borratxo i com absent del món i Hajji va proposar repartir-se la seva part entre ells dos. Timur va proposar donar la part de Buyan Sulduz a un fill d'aquest però Hajji no va estar d'acord i es va quedar amb la seva part, cosa que va provocar tot seguit lluites entre Sulduz i Hajji.
Amb tot això els altres caps van esdevenir de fet independents. Els conflictes interns eren nombrosos i Timur va escriure a tots els caps proposant que cadascun s'ajuntés amb ell i es repartissin el país, sense que cap sabés que s'havia dirigit a altres. Tots separadament van donar el seu acord. Per la seva banda els prínceps (caps tribals de fet) tenien els seus plans: Eltxi Bugha Selduz es va proclamar rei (malik) a Balkh; l'amir Bayazid Jalayir va prendre possessió de Khujend; Khwajah Azdi es va establir a Shumerghan; hi havia lluites civils al regne de Badakhxan; Hy Khusero (Kai Khusrau) Khuttalani i Altaj Berdi s'havien apoderat de Khuttalan (Khuttal) i d'Arheng (Arhanq); Khidr Yasauri estava en possessió de tot el país que anava més enllà del pont de Taixkent proper a Samarcanda.
Timur es va aliar a Eltxi Bugha per conquerir el Badakhxan, a lo que Eltxi s'hi va avenir. Els reis de Badakhxan es van sotmetre i van esdevenir vassalls de Timur (Muhammad Shah i Bahram Shah són citats en aquest temps com a sobirans del país). A Hajji Azdi li va comunicar que estant ara la província de Balkh sense ocupar, havia enviat un exèrcit per ocupar la zona i que volia partir-la amb ell; aquest es va mostrar d'acord i va enviar un exèrcit a Balkh. Bayan Selduz pel seu costat, al sentir tot això va deixar el Badakhxan i es va dirigir a Shadman i a Balkh. Els reis de Badakhxan es van comprometre a acudir sempre que fossin convocats. Quan Selduz va entrar a la província de Balkh va topar amb Hajji Azdi de Shumergan que el va enfrontar, però fou derrotat i es va refugiar a Kish, amb Timur. Aquest li va imposar vassallatge després del qual va expulsar a Selduz i el va restaurar a Shumergan.
Per contrast amb Abd Allah, Buyan no va fer gairebé cap altre intent d'afirmar el seu poder sobre les altres tribus de l'ulus. Preferia passar el seu temps bevent, i com a resultat l'ulus va caure en un estat de desordre. En aquest temps el nebot d'Abd Allah, Amir Husayn, retornava de l'exili (1359) i es va establir a Kabul; volent venjar la seva família, va formar una coalició contra Sulduz amb els yasauris (vegeu Yasaur i yasauris) sota amir Khidr Yasauri, i una part dels Barles, concretament amb l'amir Timur, que dirigia un petit grup.

## Els amirs enfront dels jats de Mogolistan
El 1360 Tughluq Timur era kan absolut del país del Jats (Mogolistan) que a Transoxiana (Mawara al-Nahr) anomenaven Desht Jitteh (Dasht-i Jattah) i havia tingut noticies de la situació de disputes inter-tribals al ulus Txagatai i en aquesta situació de conflicte va decidir marxar a la frontera de Transoxiana.
Tughluq es va presentar a Transoxiana (febrer o març del 1360 any mongol del Ratolí), va acampar a la vora de Khujand (al riu que marcava la separació entre els dos ulus) i va enviar a tres missatgers amb un edicte imperial convocant a tots els caps de l' ulus Txagatai a la seva presència. Van acamapar a la font de Xanaq Bulaq, a la plana de Taixkent, prop del Sihun (Sir Darya)
Els caps tribals es van espantar i van córrer a oferir regals al kan i es van sotmetre; cap va pensar en oferir resistència; la situació de Bayazid Jalayir que era amir governador dels Jalayir que tenien seu a Khojand, situada al nord de Transoxiana, i la porta d'entrada a qualsevol invasió, es incerta. Segons
“Tamerlane, the earth shaker, de H. Lamb, fou l'únic que no va fer submissió expressa. En canvi segons Yazdi Sharaf al-Din Ali al seu Zafarnama va considerar millor sotmetre’s al kan i va marxar amb ell concertadament cap a la vila de Xahrisabz. Tughluq Timur disposava d'un exèrcit de 12.000 homes que tenien certa propensió al saqueig per allà on passaven, mentre que els Barles nomes tenien uns centenars de guerrers; l'enfrontament amb els mogols, que a Transoxiana anomenaven jats, era impossible. Altres tumans van decidir retirar-se amb la seva gent cap al sud de l'Oxus (els karaunes, jalayirs i suldus principalment).
Hajji Barles, inicialment va manifestar la seva voluntat de resistir però aviat, alarmat Hajji Barlesva consultar a Timur que es va adonar de la seva oportunitat per fer un pas cap al poder i astutament el va enviar (o mes exactament el va deixar marxar sense cap oposició) al sud del riu Jihun (Amudarià) amb tota la tribu i clans, mentre ell restava a Transoxiana, oficialment per veure que feien els mogols i vigilar els dominis de la tribu Barles davant el buit de poder.
Hajji va convocar a tota la tribu a Samarcanda i Karshi i va anunciar que emigrarien al sud cap a Herat amb tots els ramats. Hajji tenia en aquell moment el lideratge indiscutit dels Barles, però Timur secretament no acceptava el moviment de retirada. Timur els va acompanyar fins a l'Oxus però allí li va anunciar a Hajji que es quedava i aniria a la cort del kan dels Jats, (que era el nom que es donava als mongols de més enllà de la frontera) i va demanar autorització per retornar a Kish (que Hajji Barles li va concedir) i es va dirigir a aquesta ciutat; La seva esposa Aljai i el fill foren deixats amb un germà d'Aljai, Amir Husayn, que governava a la zona de les muntanyes de Kabul (entre Balkh i Kabul) amb suport dels karaunes, el qual es va dirigir cap al nord per trobar-se amb ella.
Timur anava a veure a Tughluq però la malaltia del seu pare Taragai (de la que va morir) li va fer posposar el viatge. També Bayazid Jalayir, els territoris del qual eren propers a la zona on estaven els mogols, va decidir marxar al sud, i va portar cap allí a tota la seva tribu o tuman.
Quan tornava a Kish, Timur es va trobar a Khossar amb l'avantguarda de Tughluq que anava acompanyada de forces de Hajji Mahmud Yasauri, cap dels yasauris establerts als nord de Samarcanda, que sabent que les tropes d'avantguarda havien entrat a Transoxiana disposades al saqueig, s'hi havia unit per servir-los de guia i esperava aprofitar el moment per saquejar igualment; Timur va veure aquestes tropes acampades a Heraz i es va disposar a enfrontar-les però allí es va trobar amb Mahmud, al que va oferir diversos regals i va comunicar que anava a presentar-se al kan i li va demanar no fer res fins a haver parlat amb el sobirà. Sembla que ja no es van atrevir a saquejar mes almenys mentre l'entrevista no s'haguès fet i van decidir romandre acampats a la zona.
Finalment Timur va comparèixer a presència del kan, sent un dels pocs caps que va oferir la submissió (tot i ser un cap secundari). El Khan el va nomenar tuman bashi (cap de deu mil soldats, equivalent a coronel) i amir o beg de la tribu Barles. Encara que no oficialment, Timur va ocupar la posició de gran amir que tenia Buyan Suldus. Amir Timur havia agafat control dels Barles en el lloc d'Hajji Beg, i aspirava a substituir Buyan Suldus; sabent que Buyan era un aliat d'Hajji Beg, tenia molt a guanyar posant-se en contra d'ell.

## Lluites a Shadman i Badakhxan (1360)
Just sortir Timur del campament del kan (finals de la primavera del 1360) quan va rebre notícies d'amir Husayn. En aquests dies Amir Husayn de Kabul pensava atacar la fortalesa de Shadman que estava en mans de Bayan Selduz i va demanar ajut a Timur, a causa de l'aliança concertada i de la connexió familiar (eren cunyats, la esposa de Timur, Aljai, era germana de Husayn i en aquell moment precisament la tenia a la seva cort), a Bayazid Jalayir i a Khidr Yasauri o Yesuri. Amir Husayn va aixecar un exèrcit per anar a Shadman.
Timur, Khidr i Bayazid es van reunir i es va acordar que Timur i Khidr anirien amb tropes a participar en la conquesta de Shadman mentre que Bayazid iniria a la frontera amb Mogolistan per vigilar que Tughluq Timur pogués intervenir en el conflicte a favor de Bayan Suldus. Una divisió de tropes manades per Khidr Yasauri va marxar primer i uns dies després Timur va marxar en persona també cap al mateix lloc. Bayazid va anar a la frontera però quan va arribar a Khudjand es va assabentar que el kan ja havia aixecat el campament i havia retornat a Mogolistan una vegada les tropes que havien entrat cap a diversos punts, ja havien retornat. Passada l'anomenada Derbend Aheny (Porta de Ferro, en àrab Dar-i Ahanin) es van reunir les forces de Khidr, de Timur i de Husayn i van marxar cap a Shadman.
Selduz, informat, es va trobar en desigualtat i va evacuar Shadman refugiant-se al Badakhxan. Shadman era una fortalesa difícil de prendre però en canvi ara les forces de Husayn no va tenir dificultat per apoderar-se de Badakhxan, país muntanyós però on Bayan no podia trobar llocs per defensar-se gaire temps. El xah de Badakhxan, Baha al-Din, va fugir de la seva capital d'igual nom on van entrar les tropes del amir de Kabul.
No havia passat gaire temps quan Toghluq Sulduz va atacar forces de Husayn. Aquest va enviar missatgers a Timur, Bayazid Jalayir i Khidr Yasauri, informant de les hostilitats. Timur i Khidr no s'ho van pensar dues vegades i van agafar les seves forces i es van dirigir cap allí; es van trobar altre cop a la Derbend Aheny (Porta de Ferro), el pas al sud de Kish i es van dirigir a Shadman; Husayn estava a aquesta fortalesa (coneguda també com Hissar Shadman o Shaduman i transliterat en català com Hissar Xadman) i Toghluq Sulduz estava a la rodalia amb les seves forces; quan aquest va saber l'arribada dels aliats es va retirar. Husayn va sortir aleshores i va agrair personalment l'ajut, fent diversos regals als dos caps. Aquests fets devien passar a la tardor del 1360 però An autobiographic relat of the life of emperor Timur, per Charles Stewart els situa de manera confosa, aparentment el 1361, cosa impossible ja que en aquell moment Timur i Khidr ja no estaven junts.

## Mort de Buyan Suldus (1362)
El 1361 Tughluq Timur va tornar a Transoxiana, cridat per Timur. Bayan Sulduz va anar al seu campament a retre-li homenatge. Allí fou executat un altre cap, Bayazid Jalayir, que havia retardat entregar les claus de Samarcanda. Buyan va participar en l'expedició del kan al Khuttalan, Kunduz i fins a l'Hindu Kush (hivern del 1361 al 1362, primavera del 1362); a la tornada (estiu del 1362) el kan va fer matar Bayan, de la fidelitat del qual no estava segur i com a part del procés de centralitzar el govern que comportava la purga de líders tribals als quals considerava com enemics potencials. El lideratge de la seva porció dels suldus va passar al seu fill, Shaykh Muhammad Suldus.